# Уладовка
Ула́довка (укр. Уладівка, пол. Uładówka) — населенный пункт, Хмельникский район Винницкой области Украина.
Село расположено на берегу реки Южный Буг, на расстоянии около 30 км от Калиновки.
Через посёлок проходит железная дорога. Село делится на две части рекой Южный Буг, левая часть называется соответственно Забужжя, часть на правом берегу называется Иванополь.

## История
Основано в 1570 году.
20 ноября 1815 года в своём имении в Уладовке застрелился серебряной пулей польский писатель-романтик, учёный-археолог, путешественник, граф Ян Потоцкий. Весь архив графа был в Уладовке, впоследствии архив перевезли в Ланцут и Кшешовицы его сыновья от первого брака. В Краковском архиве есть много документов Яна Потоцкого.
В 1860 году в Уладовке был построен сахарный завод (первым директором-распорядителем завода был Казимир Иванович Романский).
В 1962 по 1966 год Уладовка была в составе Хмельницкого района Винницкой области.
В мае 1995 года Кабинет министров Украины утвердил решение о приватизации находившегося здесь сахарного завода.
Население по переписи 2001 года составляло 2753 человека.
После банкротства Уладовского сахарного завода, в августе 2004 года было возбуждено дело о банкротстве спиртзавода.
В дальнейшем, Уладовский сахарный завод был разобран на металлолом.

## Религия
В селе действуют храмы Равноапостольной Нины и Успения Пресвятой Богородицы Литинского благочиния Винницкой епархии Украинской православной церкви.

## Известные уроженцы
- Цишевский, Юзеф Феликс (1876—1938) — деятель польского рабочего, социалистического и коммунистического движения.